# Mortal Kombat II
Mortal Kombat II ist ein 1993 erschienenes 2D-Kampfspiel und Arcade-Spiel von Midway Games, das ab 1994 auch in Portierungen für diverse Spielkonsolen veröffentlicht wurde. Es ist der zweite Titel der Mortal-Kombat-Reihe und erregte durch seine exzessive Gewaltdarstellung Aufsehen in den Medien. Es war in Deutschland, mit Ausnahme der Game-Boy-Version, beschlagnahmt. Wie auch beim Vorgänger Mortal Kombat wurden Schauspieler gefilmt und mittels Bluescreen-Technik digitalisiert und nicht wie bei vielen anderen Computerspielen gezeichnet.
Das Spiel beinhaltet zwölf spielbare Charaktere sowie zwei Endgegner, gegen die der Spieler nacheinander im Zweikampf antreten muss.

## Hintergrundgeschichte
Vor 500 Jahren wurde der Zauberer „Shang Tsung“ auf die Erde verbannt, um es dem Herrscher der „Outworld“ zu ermöglichen, sie seinem Reich hinzuzufügen. Seine Pläne dort wurden jedoch vom Shaolinmönch „Liu Kang“ vereitelt, der sowohl „Prinz Goro“ als auch Shang Tsung im vorherigen Mortal-Kombat-Turnier bezwang. Im Angesicht seiner drohenden Hinrichtung durch den Herrscher der Outworld Shao Kahn bettelte er um Gnade und trug Shao Kahn seinen Plan vor, der vorsah, die Erdenkrieger in die Outworld zu locken, um sie dort zu besiegen. Shao Kahn gab Shang Tsung eine zweite Chance und verjüngte ihn, wodurch er noch mächtiger wurde. Der Plan sieht vor, dass der stärkste der Erdenkrieger nun gegen Shao Kahn selbst antreten müsste.

## Spielmechanik
In Mortal Kombat II sucht sich der Spieler zuerst einen von zwölf frei wählbaren Charakteren aus. Jeder Charakter, sowohl der des Spielers als auch der computergesteuerte Gegner, besitzt einen Lebensenergiebalken, der durch Angriffe reduziert werden muss, um die Runde zu gewinnen. Für diese Aufgabe hat man pro Runde 99 Sekunden Zeit. Jeder wählbare Charakter hat die gleichen Basisangriffe wie hohe und tiefe Schläge und Tritte, einen Fußfeger, einen Roundhouse-Kick, sowie einen Kinnhaken. Außerdem hat jeder Charakter eine Wurf- oder Grifftechnik. Diese wird von jedem Charakter gleich ausgeführt, variiert jedoch in Darstellung und Effekt bei jedem Charakter. Jeder Charakter hat zudem spezielle Tricks, die nur er ausführen kann. Eine Ausnahme ist Shang Tsung, der sich für kurze Zeit in alle anderen elf Charaktere verwandeln kann und dann auch über sämtliche ihrer Manöver verfügt. Ein Gegner ist erst nach zwei Spielrunden komplett besiegt. Außerdem sind sogenannte „Finishing Moves“ möglich, wenn ein Gegner zweimal besiegt wurde. Diese sind Tastenkombinationen durch die Animationen ausgelöst werden, bei denen man dem Gegner Freundschaft anbietet, ihn in ein Baby verwandelt oder tötet.
Mit dem gewählten Spielcharakter kämpft man im Einzelspielermodus nacheinander gegen sieben der anderen Charaktere und schließlich gegen „Shang Tsung“ sowie die beiden Endgegner „Kintaro“ und „Shao Kahn“. Diese besitzen beide wesentlich mehr Lebensenergie und Schlagkraft als die wählbaren Spielcharaktere, wodurch sie schwerer zu besiegen sind. Außerdem sind beide immun gegen zahlreiche spezielle Attacken der wählbaren Spielcharaktere. Nachdem man Shao Kahn besiegt hat, bekommt man ein individuelles Ende zu sehen, in Form von Text sowie 2–3 Bildern zur Illustration. Es folgt ein allgemeiner Abspann, in dem die Schauspieler der Spielcharaktere genannt und vorgestellt werden, nach diesen werden auch die Namen der Entwickler des Spiels genannt.

## Charaktere
| Spielbar - Liu Kang - Kung Lao - Johnny Cage - Reptile - Sub Zero - Shang Tsung - Kitana - Jax - Mileena - Baraka - Scorpion - Raiden | Weitere - Kintaro - Shao Kahn - Jade - Smoke - Noob Saibot |

## Portierungen
Im Gegensatz zum ersten Mortal Kombat gab es bis auf eine Ausnahme lediglich Unterschiede in der Grafik und der Musik, die je nach der Leistung der Spielkonsole, auf die das Spiel portiert wurde, angepasst wurde. Lediglich in der japanischen Super Nintendo Version wurde das Blut in grün gefärbt und Todesszenen in schwarzweiß dargestellt. Beim Super Nintendo wurde Mode 7 für eine Animation eingesetzt, bei der man sieht, wie ein Spielcharakter in 3D-Vogelperspektive von einer Brücke auf den Boden fällt. Außer bei den Portierungen für den Nintendo Game Boy, den Sega Master System und Game Gear wurden keine Charaktere aus dem Spiel herausgeschnitten, und auch die sogenannten „Finishing Moves“ wurden auf jeder Konsole umgesetzt. Die Portierungen für die PlayStation und den Sega Saturn lieferten Musik in CD-Klangqualität.
Bei den PlayStation-Network- und Xbox-Live-Versionen ist es möglich, online gegen andere Spieler anzutreten.

## Rezeption
Die Mega-Drive- und Super-Nintendo-Umsetzung wurde von PC World zum zehntbesten 16-Bit-Spiel aller Zeiten gewählt. IGN sagt über das Spiel: „Mortal Kombat II schafft es auch nach 15 Jahren noch immer eines der besten Spielhallenprügelspiele zu sein“.